# أسروة هوكرية
أسروة هوكرية (الاسم العلمي: Aseroe hookeri) هو نوع من الفطريات يتبع جنس الأسروة من فصيلة الفالوسية.